# 费莉西蒂·加尔韦斯
费莉西蒂·加尔韦斯（英語：Felicity Galvez，1985年3月4日—），澳大利亚女子游泳运动员。曾参加2004年雅典奥运和2008年北京奥运，其中在2008年北京奥运期间收获两枚金牌，均来自于接力项目。